# ローレロン

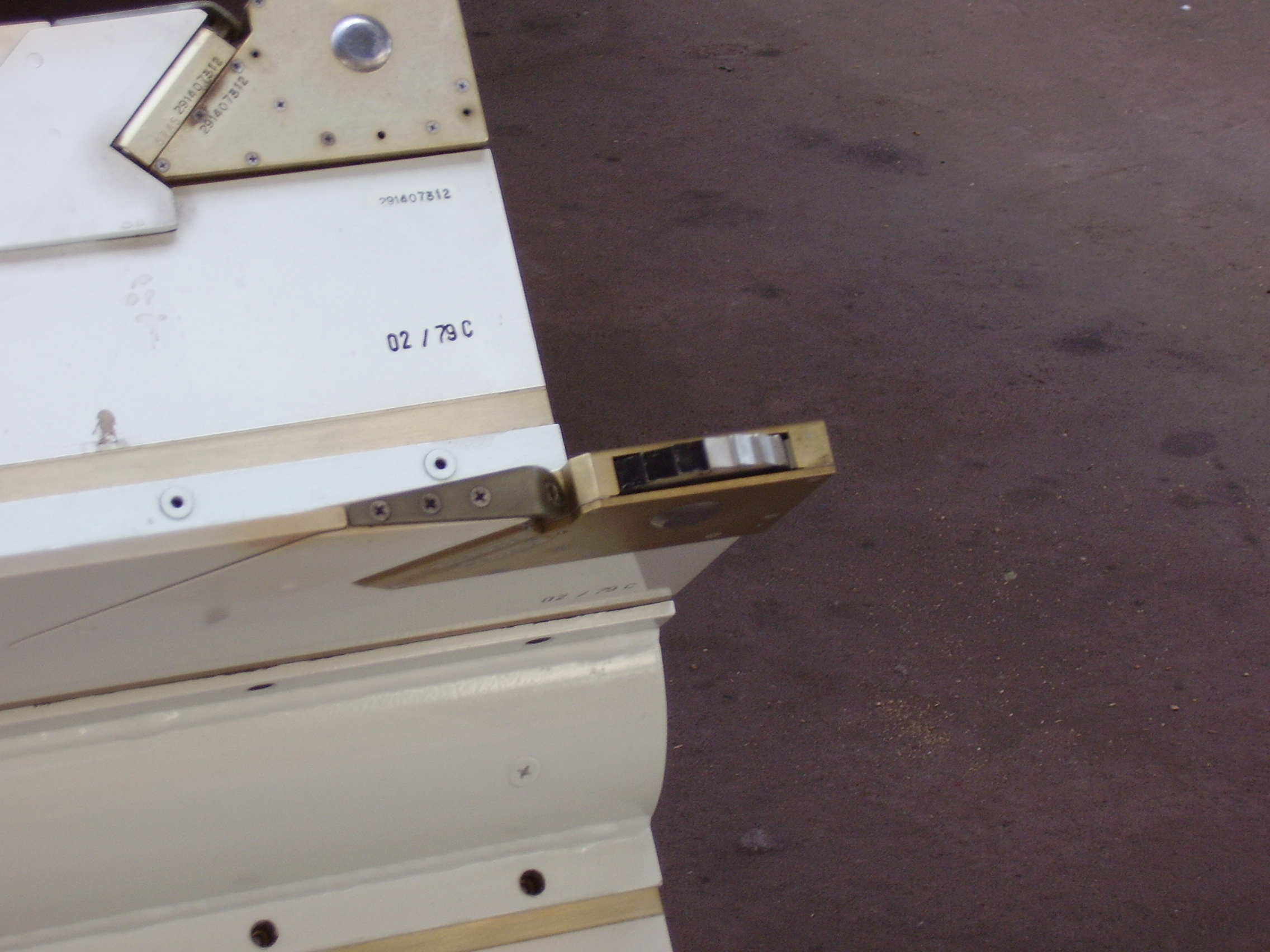
AIM-9Bのローレロン

ローレロン（英語: Rolleron）とは、ミサイル等の飛翔体に使用されるジャイロ効果を応用した安定化装置。

## 概要
空気抵抗によって回転する風車ではずみ車を回転させてジャイロ効果でロール軸の回転を抑制する方向に補助翼を作動する。

## 利用例一覧
- サイドワインダー（AIM-9Xは除く）
- シャフリル
- パイソン3
- 69式空対空誘導弾
- MAA-1A
- R-3,R-13
- PL-5
- PL-9（英語版）
- TC-1
- チャパラル
- サイドアーム
- Heat 1X - コペンハーゲン・サブオービタルズの弾道飛行用ロケット